# Капский воробьиный сыч
Капский воробьиный сыч (Glaucidium capense) — птица из семейства совиных, обитающая в Африке.

## Описание
Длина тела составляет 20 см, размах крыльев около 40 см. Сверху имеет серовато-коричневый с мелкими желтоватыми полосами окрас и узкой белой бровью. Кроющие крылья имеют белые внешние перепонки с тёмно-коричневыми кончиками, образуя белую полосу на плече и складчатом крыле. Коричневая грудь покрыта мелкими полосами, а грудь и бока белые с коричневыми пятнами. Подкрыльевые кроющие, лапы — белые, а маховые перья и хвост коричневые, с рыжими полосами. Клюв и крупа тускло-зеленовато-жёлтые. Глаза, лапы и ступни — жёлтые. Самки обычно крупнее самцов, тем не менее, оперением они не отличаются. 

## Распространение
Ареал вида охватывает территорию таких стран, как Ангола, Ботсвана, Демократическая республика Конго, Малави, Мозамбик, Намибия, Замбия, Зимбабве, Южная Африка и Свазиленд. Естественная среда обитания — это лес и буш, часто вблизи водоёма.

## Образ жизни
Активен в сумеречное и ночное время. Питается насекомыми, ящерицами и маленькими змеями, реже добычей становятся также мелкие грызуны или птицы.